# Pandemia de COVID-19 en Goiás
Los primeros casos de la pandemia del COVID-19 en Goiás, estado de Brasil, se registraron el 12 de marzo de 2020. Al 23 de octubre de 2020 hay 245.000 casos confirmados y 5.539 fallecidos, según datos oficiales.

## Cronología

### Marzo
El 12 de marzo, Goiás confirma los primeros tres casos del COVID-19 en el Estado. Uno de los casos correspondió a una mujer de 60 años de Río Verde, que recientemente había regresado de un viaje a España. Los otros dos casos se registraron en la ciudad capital, Goiânia, y correspondieron a dos mujeres que habían regresado de viajes al extranjero, una de ellas a Italia y otra a los Estados Unidos.
El 26 de marzo, Goiás confirma la primera muerte causada por el COVID-19. Se trata de un residente de Luziânia, de 66 años de edad. Tenía hipertensión, diabetes y enfermedad pulmonar obstructiva crónica.

### Abril
El 3 de abril, la capital, Goiânia, registra la primera muerte causada por el COVID-19, la segunda en el estado. La afectada era una paciente de 87 años con enfermedad cardíaca y diabetes.

## Registro
Lista de municipios de Goiás con casos confirmados:
| Posición | Municipio             | N.º casos | N.º muertes |
| -------- | --------------------- | --------- | ----------- |
| 1        | Goiânia               | 487       | 12          |
| 2        | Aparecida de Goiânia  | 54        | 2           |
| 3        | Anápolis              | 44        | 1           |
| 4        | Goianésia             | 28        | 3           |
| 5        | Rio Verde             | 19        | 1           |
| 6        | Valparaíso de Goiás   | 17        | 1           |
| 7        | Águas Lindas de Goiás | 14        | 1           |
| 8        | Luziânia              | 13        | 3           |